# Норт Бел Вернон (Пенсилванија)
Норт Бел Вернон (енгл. North Belle Vernon) град је у америчкој савезној држави Пенсилванија.

## Демографија
По попису из 2010. године број становника је 1.971, што је 136 (-6,5%) становника мање него 2000. године.
| Група             | 2000.         | 2010.         |
| Белци             | 2.036 (96,6%) | 1.842 (93,5%) |
| Афроамериканци    | 27 (1,3%)     | 52 (2,6%)     |
| Азијати           | 12 (0,6%)     | 15 (0,8%)     |
| Хиспаноамериканци | 19 (0,9%)     | 28 (1,4%)     |
| Укупно            | 2.107         | 1.971         |